# 福田敏男
福田敏男（1948年12月12日—），日本机器人专家，主要从事微纳操作机器人与仿生机器人的研究，被誉为“微纳机器人之父”。

## 生平
福田敏男出生于日本富山县，于1971年毕业于早稻田大学机械工程专业。1973年赴美国留学，获耶鲁大学电气工程硕士学位。此后回到日本，1977年获东京大学机械工程博士学位。他于1982年至1989年间曾任教于东京理科大学。1989年起，在名古屋大学任教。2012年入选中国首批“外专千人计划”，入职北京理工大学。
福田敏男是日本工程院院士（2003年）、中国科学院外籍院士（2017年）。他于2010年获IEEE机器人与自动化奖（IEEE Robotics and Automation Award）。2015年获颁日本紫绶褒章。于2020年担任IEEE主席。